# Ana Villaescusa Lamet
Ana Villaescusa Lamet es una bióloga y profesora española.

## Biografía
Desarrolló sus estudios en la Universidad de Sevilla, donde se licenció en Biología Fundamental. En 1977 inició su labor como profesora en el colegio María Auxiliadora de Algeciras, y desde su jubilación, en 2016, se dedica a la divulgación científica.
Entre sus áreas de investigación está la microfauna en macroalgas en el litoral de Algeciras y Tarifa. En 2011 introdujo en sus clases de laboratorio el erizo de mar para trabajar con la fecundación invitro y en 2014 trabajó con las medusas, de las cuales estudió sus ciclos de la vida, las razones de su proliferación, además de sus usos en el campo de la biotecnología y la alimentación.
Presidenta de la asociación DIVERCIENCIA (amigos de la ciencia), su trabajo en el ámbito de la divulgación abarca las Jornadas de Ciencia que puso en marcha en 2006 en Algeciras o las conferencias que ofrece sobre la edad, la vida y la producción de venenos en las células urticantes en las medusas además de la influencia de las variables ambientales en los varamientos de medusas en las playas del estrecho de Gibraltar.

## Premios y reconocimientos
- Primer premio en Laboratorio de Biología Ciencia en Acción (2011).[4]
- Primer premio en Laboratorio de Biología (2011).[4]
- Premio Yale Educator Award (2012).[5]
- Primer premio en Sostenibilidad Ciencia en Acción (2013).[4]
- Finalista en Sciencie on stage (2013).[6]
- Primer premio en Divercencia (2015).[6]
- Primer premio en el III Certamen de Jóvenes investigadores Ciudad de Algeciras (2015).[6]